# Schlacht von Shiting
Sishui-Pass – Hulao-Pass – Jieqiao – Guandu – Changban – Chibi – Tong-Tor – Hefei – Dingjun – Fancheng – Xiaoting – Südliche Kampagne – Shiting – Jieting – Nördliche Expeditionen – Wu-Zhang-Ebene
Die Schlacht von Shiting (chinesisch 石亭之戰) fand im Jahr 228 zwischen den Streitkräften der Wei-Dynastie unter Cao Xiu und denen der Wu-Dynastie unter Lu Xun statt.

## Verlauf
Die Schlacht wurde von Sun Quan arrangiert, dem Herzog von Wu. Er veranlasste im Sommer 228 seinen Untergebenen Zhou Fang, den Großverwalter von Poyang, einen Aufstand vorzutäuschen und den Wei-General Cao Xiu um Hilfe zu bitten. Cao Xiu ließ sich täuschen und zog mit seinen Truppen zur Stadt Huan, während zwei weitere Armeen unter dem Kommando von Sima Yi und Jia Kui gleichzeitig in Richtung Jiangling bzw. Ruxu nach Osten zogen.
In Shiting bei Huan überraschte der Wu-General Lu Xun Cao Xiu, besiegte ihn und versuchte, seinen Rückzug abzuschneiden. Am Pass Jiashi im Dabie-Gebirge holte er ihn ein, aber Jia Kui kam Cao Xiu zu Hilfe und deckte seinen Rückzug. Lu Xun erbeutete immerhin große Teile der feindlichen Ausrüstung, Waffen, Rüstungen und Proviant. Mit diesem Sieg war Sun Quans Nordgrenze am Jangtse gegen Übergriffe der Wei-Dynastie gesichert.